# Charles Dutoit

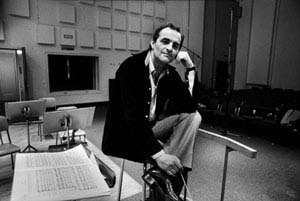
Charles Dutoit in 1984 (foto: Erling Mandelmann)

Charles Édouard Dutoit (Lausanne, 7 oktober 1936) is een Zwitsers dirigent, die vooral bekendstaat om zijn interpretaties van Franse en Russische 20e-eeuwse muziek. Zo heeft hij belangwekkende opnamen gemaakt van Hector Berlioz' Roméo et Juliette en Maurice Ravels balletten Daphnis et Chloé en Ma Mère l'Oye.

## Levensloop
Dutoit studeerde en behaalde zijn graad op het conservatorium van Genève, waar hij een eerste prijs behaalde voor directie, waarna hij op invitatie van Alceo Galliera naar de Accademia Musicale Chigiana in Siena ging. In zijn jonge jaren bezocht hij regelmatig de repetities van Ansermet en bouwde een persoonlijke relatie met deze dirigent op. Ook werkte hij met Karajan in Luzern en studeerde bij Charles Münch in Tanglewood. In 1957 begon Dutoit zijn professionele carrière in de muziek, en wel als violist. Twee jaar lang reisde hij de wereld rond voor hij terugkeerde naar Zwitserland om directie te gaan studeren. Vanaf 1959 was hij gastdirigent bij het Orchestre de la Suisse Romande en het Kamerorkest van Lausanne. Vervolgens werd hij tot 1967 dirigent bij het orkest van Radio Zürich, waarna hij de Berner Symphoniker van Paul Kletzki overnam. Hij bleef elf jaar lang in Bern.

Hij trad in die tijd ook op als dirigent van het Nationale Symfonie Orkest van Mexico, van 1973 tot 1975, en van 1975 tot 1978 van het Göteborg Symfonie Orkest, en in het begin van de jaren tachtig was hij ook gastdirigent van het Minnesota Orchestra.
In 1977 werd hij artistiek directeur van het Orchestre Symphonique de Montréal (OSM) en trad zo in de voetsporen van Otto Klemperer en Zubin Mehta. Hij bleef daar vijfentwintig jaar, en het orkest groeide in die tijd uit tot het bekendste orkest van Canada met een wereldwijde reputatie. Samen met het OSM maakte hij een groot aantal opnamen voor het Decca-label. Maar onder de oppervlakte was er onvrede. Dutoit was geschoold in een oude, hardere stijl van dirigeren die in de jaren 40 en 50 aanvaardbaar was. Hij gebruikte angst en beledigingen als motivatie voor zijn musici, tot het punt waarop sommigen in tranen uitbraken na repetities. In april 2002 begon Dutoit ontslagprocedures tegen twee musici. Dit leidde tot een opstand in het orkest. Toen de voorzitter van de muziekvakbond van Québec in een open brief aan de orde stelde dat Dutoit zijn musici verbaal en psychologisch mishandelde nam hij abrupt ontslag en trad nooit meer op in Montréal.
Vanaf 1990 is hij eerste dirigent en artistiek leider van het zomerfestival van het Philadelphia Orchestra in Saratoga Springs. Daarnaast was Dutoit van 1991 tot 2001 muzikaal directeur van het Orchestre National de France, waarmee hij een aantal bijzonder gewaardeerde opnamen maakte en door de hele wereld reisde. In 1996 werd hij ook eerste dirigent van het NHK Symphony Orchestra in Tokio. In februari 2007 werd hij benoemd als eerste dirigent en artistiek adviseur van het Philadelphia Orchestra. Hij vervulde deze positie als interim-dirigent tot 2012, toen Yannick Nézet-Séguin aantrad als vaste dirigent. Met ingang van 2009 was Dutoit ook eerste dirigent van het Royal Philharmonic Orchestra.
In december 2017 kwam een einde aan zijn samenwerking met diverse orkesten nadat zijn gedrag negatief in het nieuws was gekomen.

## Prijzen en erkenningen
Dutoit verwierf in meer dan veertig jaar een aanzienlijk aantal internationale prijzen en erkenningen, waaronder twee Grammy Awards, meerdere Juno Awards (Canada), de Grand Prix du Président de la République (Frankrijk), de Prix mondial du disque de Montreux (Zwitserland), de Edison, de Japan Record Academy Award, en de Duitse German Music Critics' Award. In 1991 werd hij ereburger van de stad Philadelphia, en in 1997 werd hij benoemd als Officier in de Order of Canada. Hij is de enige niet-Canadese staatsburger die Grootofficier in de Ordre national du Québec is.